# Tondemo Sukiru de Isekai Hōrō Meshi
Tondemo Sukiru de Isekai Hōrō Meshi (とんでもスキルで異世界放浪メシ lit. Deambulando en otro mundo con habilidades ridículas?), también conocida como Campfire Cooking in Another World with My Absurd Skill en inglés, es una serie de novelas ligeras japonesas escritas por Ren Eguchi. La serie se publicó originalmente en el sitio web de neovelas generadas por usuarios Shōsetsuka ni Narō el 5 de enero de 2016, antes de ser impresa con ilustraciones de Masa por Overlap a partir del 25 de noviembre de 2016 bajo su sello Overlap Novels. Hasta el momento, se han publicado doce volúmenes.
Una adaptación al manga, ilustrada por Akagishi K, comenzó a publicarse en el sitio web Comic Gardo el 24 de marzo de 2017, y hasta el momento se ha recopilado en ocho volúmenes tankōbon. Un manga spin-off ilustrado por Momo Futaba, comenzó a publicarse en el mismo sitio web el 24 de agosto de 2018, y hasta el momento se ha recopilado en seis volúmenes tankōbon. Una adaptación al anime producido por el estudio MAPPA se emitió de enero a marzo de 2023. Una segunda temporada se estrenará en octubre de 2025.

## Sinopsis
Tsuyoshi Mukōda no era nada especial en el Japón moderno, así que cuando fue convocado a un mundo de espadas y magia, pensó que estaba listo para la aventura de su vida; pero lo que le da lástima es que el reino que lo convocó, solo lo consiguió por error. No solamente no pertenecía a uno de los tres héroes convocados, sino que sus estadísticas eran ridículas en comparación con las de ellos y además de eso, hay algo realmente incompleto en este reino.
Inmediatamente, se fue del lugar para abrirse camino en este otro mundo y lo único en lo que Mukōda puede confiar es en su única habilidad: el «supermercado en línea», una habilidad que le permite comprar productos modernos en un mundo de fantasía. A pesar de que es inútil para el combate, pero si juega bien sus cartas, podría llevar una vida cómoda. Al menos, eso es lo que piensa Mukōda, pero resulta que la comida moderna comprada con esta habilidad tiene algunos efectos absurdos.

## Personajes
Tsuyoshi Mukōda (向田剛志 Mukōda Tsuyoshi?)
 Seiyū: Yoshimasa Hosoya (CD drama), Yuma Uchida (anime) Iván Fernández (español latino)
El protagonista principal de la serie. Es un asalariado de modales suaves pero cobarde de 27 años y cocinero competente que es transportado accidentalmente a otro mundo durante un ritual de invocación de héroes. Se presenta como "Mukohda" en el nuevo mundo después de enterarse de que los nombres completos son utilizados exclusivamente por la nobleza. Posee la habilidad única "Supermercado en línea", que le permite comprar artículos del Japón moderno. Él es capaz de proporcionar mejoras temporales de estadísticas cocinando comidas con ingredientes comprados a través de su habilidad. Gana notoriedad como domador de bestias a través de sus poderosos, aunque no dispuestos, contratos familiares.
Fel (フェル Feru?)
 Seiyū: Tomokazu Sugita (CD drama), Satoshi Hino (anime) Gerardo Vásquez (español latino)
Un Fenrir y el primer familiar de Mukohda. Es una criatura legendaria parecida a un lobo que ha vivido durante más de mil años. Tiene una fuerza, agilidad y magia extraordinarias que le permiten eliminar a la mayoría de los monstruos con muy poco esfuerzo. Fel es muy orgulloso y glotón, eligiendo seguir a Mukohda simplemente para comer su comida. Le encanta la carne y odia las verduras.
Sui (スイ?)
 Seiyū: Misaki Kuno (CD drama), Hina Kino (anime) Liliana Barba (español latino)
Un slime y el segundo familiar de Mukohda. Inicialmente lo conoce cuando era un bebé, Sui evoluciona gradualmente a lo largo de la serie ganando experiencia a través de la batalla y comiendo basura de las compras del supermercado en línea de Mukohda. Aunque los slimes generalmente se consideran débiles, Sui se caracteriza por ser una excepción especial, ya que puede derretir enemigos con balas de ácido, crear elixires y forjar armas. Tiene una personalidad infantil, disfruta de los postres y no le gustan las comidas picantes. Sui es el protagonista principal de la serie de manga Campfire Cooking in Another World with My Absurd Skill: Sui's Great Adventure.
Dora (ドラ?)
 Seiyū: Hiro Shimono (CD drama)
Un dragón pixie y el tercer familiar de Mukohda. A pesar de ser un dragón adulto, fue nombrado con el -chan honorífico por Mukohda debido a su pequeño tamaño y ternura, para disgusto de Dora. Es capaz de volar a velocidades extremas y tiene una gran cantidad de poder mágico. Su comida favorita es el pudín japonés.
Ninrir (ニンリル Ninriru?)
 Seiyū: Ayane Sakura (CD drama), Maaya Uchida (anime) Denisse Leguizamo (español latino)
La Diosa del Viento y progenitora de los Fenrirs, que tiene el pelo largo de color plateado y un enorme gusto por lo dulce. Ella es la primera deidad en otorgarle a Mukohda su bendición, dándole inmunidad a venenos, enfermedades y otros efectos negativos de estatus. Debido a sus constantes demandas de dulces de otro mundo y frecuentes arrebatos emocionales, Mukohda se refiere a ella como la "decepción divina".
Agni (アグニ Aguni?)
 Seiyū: Yō Taichi (anime), Amanda Hinojosa (español latino)
La Diosa del Fuego, que tiene el pelo largo de color rojo, piel oscura y un temperamento impetuoso. A cambio de alcohol de otro mundo, ella le otorga a Mukohda su bendición, fortaleciendo su magia de fuego.
Kishar (キシャール Kishāru?)
 Seiyū: Yūko Kaida (anime), Alejandra Delint (español latino)
La Diosa de la Tierra, que tiene el pelo largo y rubio, una figura curvilínea y una personalidad fraternal. A cambio de productos de belleza de otro mundo, ella le otorga a Mukohda su bendición, aumentando su magia terrestre.
Rusalka (ルサールカ Rusāruka?)
 Seiyū: Saho Shirasu (anime), Fernanda Robles (español latino)
La Diosa del Agua, que tiene el pelo azul más corto, una apariencia joven y un comportamiento tranquilo. Debido a la falta de afinidad de Mukohda por la magia del agua, ella le otorga a Sui su bendición para recibir sus ofrendas.

## Medios

### Novela ligera
Tondemo Sukiru de Isekai Hōrō Meshi escrito por Ren Eguchi. La serie comenzó a publicarse en el sitio web Shōsetsuka ni Narō el 5 de enero de 2016. La serie fue adquirida más tarde por Overlap, quien comenzó a publicarla con ilustraciones de Masa el 25 de noviembre de 2016 bajo su sello Overlap Novels. Hasta el momento, se han publicado doce volúmenes.
En marzo de 2019, J-Novel Club anunció que obtuvo la licencia de la novela ligera para su publicación en inglés.
| Volúmenes de novelas ligeras publicadas | Volúmenes de novelas ligeras publicadas | Volúmenes de novelas ligeras publicadas |
| Número                                  | Fecha de publicación                    | ISBN                                    |
| --------------------------------------- | --------------------------------------- | --------------------------------------- |
| 1                                       | 25 de noviembre de 2016                 | ISBN 978-4-86554-167-0                  |
| 2                                       | 25 de marzo de 2017                     | ISBN 978-4-86554-204-2                  |
| 3                                       | 25 de julio de 2017                     | ISBN 978-4-86554-239-4                  |
| 4                                       | 25 de diciembre de 2017                 | ISBN 978-4-86554-296-7                  |
| 5                                       | 25 de abril de 2018                     | ISBN 978-4-86554-310-0                  |
| 6                                       | 25 de enero de 2019                     | ISBN 978-4-86554-441-1                  |
| 7                                       | 25 de julio de 2019                     | ISBN 978-4-86554-441-1                  |
| 8                                       | 25 de enero de 2020                     | ISBN 978-4-86554-597-5                  |
| 9                                       | 25 de septiembre de 2020                | ISBN 978-4-86554-745-0                  |
| 10                                      | 25 de mayo de 2021                      | ISBN 978-4-86554-915-7                  |
| 11                                      | 25 de noviembre de 2021                 | ISBN 978-4-8240-0046-0                  |
| 12                                      | 25 de junio de 2022                     | ISBN 978-4-8240-0214-3                  |

### Manga
Una adaptación al manga, ilustrada por Akagishi K, comenzó a serializarse en el sitio web Comic Gardo el 24 de marzo de 2017. Overlap recopila sus capítulos individuales en volúmenes tankōbon. El primer volumen se publicó el 25 de diciembre de 2017, y hasta el momento se han lanzado ocho volúmenes. En abril de 2020, J-Novel Club anunció que también obtuvo la licencia de la adaptación del manga para su publicación en inglés.
Un manga spin-off ilustrado por Momo Futaba, titulado Tondemo Sukiru de Isekai Hōrō Meshi: Sui no Daibōken (とんでもスキルで異世界放浪メシ スイの大冒険?), comenzó serialización en el sitio web Comic Gardo el 24 de agosto de 2018. El primer volumen de la serie se publicó el 25 de enero de 2019, y hasta el momento se ha recopilado en seis volúmenes tankōbon. En septiembre de 2022, J-Novel Club anunció que también obtuvo la licencia del manga derivado en inglés.

#### Historia principal
| Volúmenes de manga publicados | Volúmenes de manga publicados | Volúmenes de manga publicados |
| Número                        | Fecha de publicación          | ISBN                          |
| ----------------------------- | ----------------------------- | ----------------------------- |
| 1                             | 25 de diciembre de 2017       | ISBN 978-4-86554-297-4        |
| 2                             | 25 de abril de 2018           | ISBN 978-4-86554-341-4        |
| 3                             | 25 de enero de 2019           | ISBN 978-4-86554-445-9        |
| 4                             | 25 de julio de 2019           | ISBN 978-4-86554-529-6        |
| 5                             | 25 de enero de 2020           | ISBN 978-4-86554-607-1        |
| 6                             | 25 de septiembre de 2020      | ISBN 978-4-86554-752-8        |
| 7                             | 25 de mayo de 2021            | ISBN 978-4-86554-923-2        |
| 8                             | 25 de noviembre de 2021       | ISBN 978-4-8240-0055-2        |
| 9                             | 25 de diciembre de 2022       | ISBN 978-4-8240-0373-7        |

#### Spin-off
| Volúmenes de manga publicados | Volúmenes de manga publicados | Volúmenes de manga publicados |
| Número                        | Fecha de publicación          | ISBN                          |
| ----------------------------- | ----------------------------- | ----------------------------- |
| 1                             | 25 de enero de 2019           | ISBN 978-4-86554-444-2        |
| 2                             | 25 de julio de 2019           | ISBN 978-4-86554-528-9        |
| 3                             | 25 de enero de 2020           | ISBN 978-4-86554-606-4        |
| 4                             | 25 de septiembre de 2020      | ISBN 978-4-86554-751-1        |
| 5                             | 25 de mayo de 2021            | ISBN 978-4-86554-922-5        |
| 6                             | 25 de noviembre de 2021       | ISBN 978-4-8240-0054-5        |
| 7                             | 25 de diciembre de 2022       | ISBN 978-4-8240-0372-0        |

### Anime
El 29 de octubre de 2022 se anunció una adaptación al anime. Está producida por MAPPA y dirigida por Kiyoshi Matsuda, con guiones escritos por Michiko Yokote, diseños de personajes a cargo de Nao Ōtsu y la banda sonora por Masato Kōda, Kana Utatane y Kuricorder Quartet. La serie se estrenó el 11 de enero de 2023 en TV Tokyo y otras redes. El tema de apertura es Zeitaku na Saji (贅沢な匙 Exquisite Spoon?) de Van de Shop, mientras que el tema de cierre es "Happy-go-Journey" de Yuma Uchida. Crunchyroll obtuvo la licencia de la serie fuera de Asia, mientras que Muse Communication obtuvo la licencia de la serie en el sur y sureste de Asia.
El 30 de mayo de 2023, Crunchyroll anunció que la serie había recibido un doblaje en español latino, la cual se estrenó el 22 de junio.
Se anunció una segunda temporada el 29 de octubre de 2023. Su estreno está previsto para octubre de 2025.

## Recepción
En 2018, la adaptación de manga fue clasificada como el segundo mejor manga isekai por los empleados de las librerías japonesas.